# (37136) 2000 VA33
2000 VA33 (asteroide 37136) é um asteroide da cintura principal. Possui uma excentricidade de 0.03026340 e uma inclinação de 3.77876º.
Este asteroide foi descoberto no dia 1 de novembro de 2000 por LINEAR em Socorro.